# Carl Christian Tofte
Carl Christian Tofte (* 1969 in Farum, Dänemark) ist ein dänischer Buchillustrator, bildender Künstler und Rockmusiker. Zu seinem künstlerischen Schwerpunkt zählt die neotropische Avifauna.

## Leben
Toftes Interesse für die südamerikanische Natur begann schon früh. Als Kind formte er Knetmodelle von Kolibris, wobei er Illustrationen aus seinen Büchern als Vorlage verwendete. Inspiriert von der Arbeit Maria Sibylla Merians und Jon Fjeldsås, beschloss er selbst Illustrator zu werden und begab sich auf mehrere Studienreisen nach Südamerika, darunter seine erste nach Bolivien im Dezember 1989. Bis März 1990 besuchte er ferner Peru, Chile, Argentinien, Paraguay und Brasilien. Weitere Aufenthalte in Südamerika folgten 1996, 2004 und 2005. Für seine naturgetreuen Vogelzeichnungen aber auch Studien von anderen Tieren und von Pflanzen bereiste Tofte weite Teile der Erde, darunter die Türkei, Südeuropa, Lappland, Grönland, New York, Indien, Neuseeland, Skandinavien, China und Neuguinea. Von 1994 bis 2000 studierte er Kommunikationsdesign an der Danmarks Design Skole in Kopenhagen.
Tofte war als Illustrator an mehreren nationalen und internationalen Werken beteiligt, darunter Grønlands dyr & planter von Benny Gensbøl (1998), Politikens store fuglebog von Tommy Dybbro (2004), Rovfugle i felten von Tofte (2007, 2015), The Rare Birds Year Book von Erik Hirschfeld (2008, 2009), Strandbogen: naturoplevelser ved hav og strand (deutsch: Das Strandbuch: Naturerlebnisse an Meer und Strand) von Willy Johannsen (2010) sowie Tranedans (deutsch: Tanz der Kraniche) von Tofte (2011). 2002 lieferte er die Illustration für die wissenschaftliche Erstbeschreibung zum Pernambuco-Zwergkauz (Glaucidium mooreorum). Seit 2004 zeichnet er für Fugle og Natur, dem Magazin von Dansk Ornitologisk Forening, der dänischen Partnerorganisation von BirdLife International. 2016 erschien das Buch Birds of Bolivia von Sebastian K. Herzog und James V. Remsen, bei dem Tofte als Zeichner beteiligt war.
Neben seiner zeichnerischen Arbeit betätigt sich Tofte als Musiker. 1999 spielte er als Bassist auf der EP The Psi und 2005 auf dem Album Pockets Of Resistance 1998–2004 von Sfu*ma*to. Seit 1996 ist er Gitarrist der Gruppe Obstinate Esther.